# 戈里察足球俱樂部
戈里察足球俱樂部是斯洛文尼亞的一家足球俱樂部。主場位於新戈里察。球隊參加斯洛文尼亞足球甲級聯賽的賽事。
俱乐部主场位于新戈里察体育公园体育场，可容纳3,100个座位。

## 外部連結
- （斯洛文尼亚文） Official Site （页面存档备份，存于）